# Fischstraße

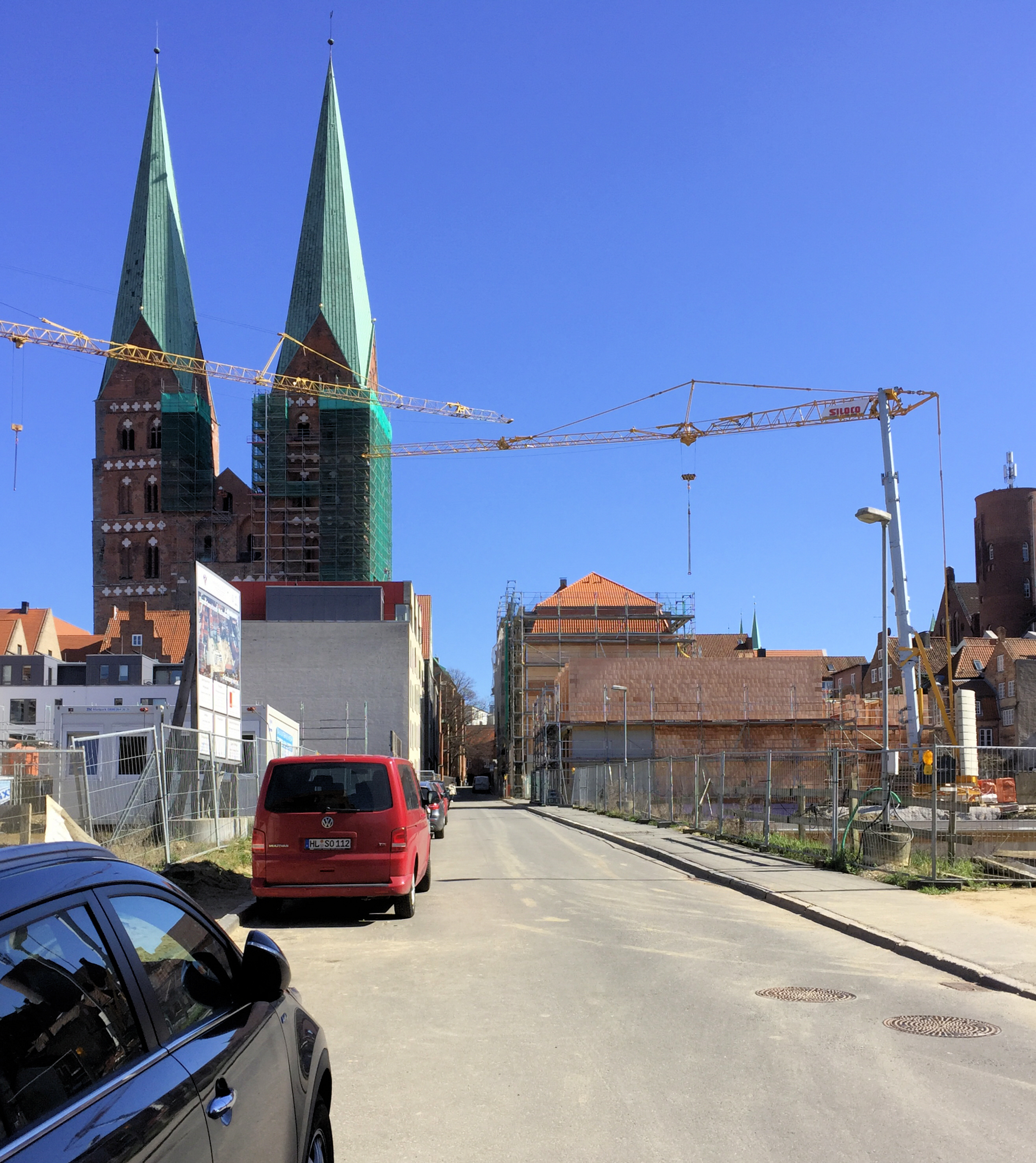
Die Fischstraße im April 2019 während der Neuerrichtung des Gründerviertels

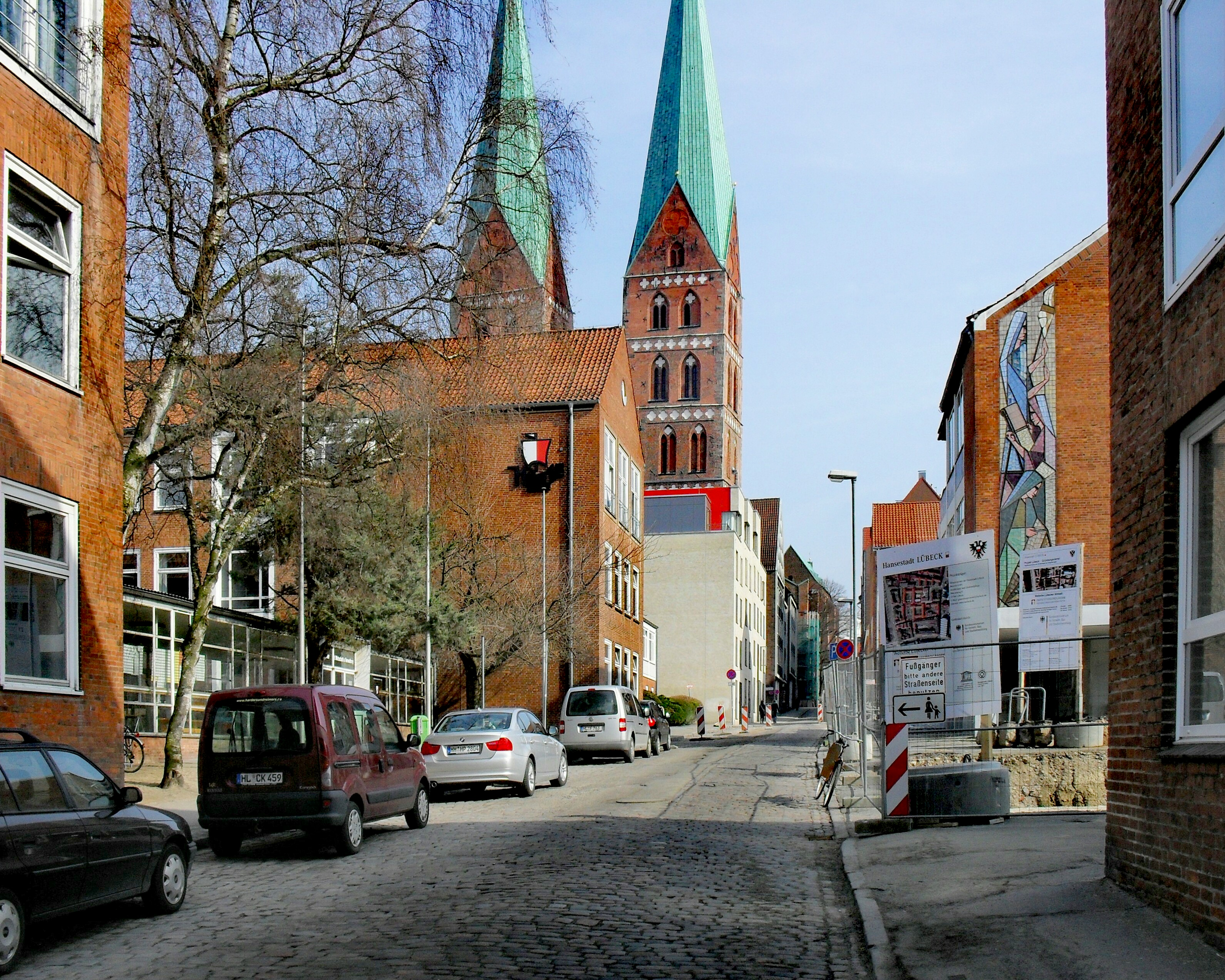
Die Fischstraße (2010, vor dem Abriss der Schulen), im Hintergrund die Marienkirche

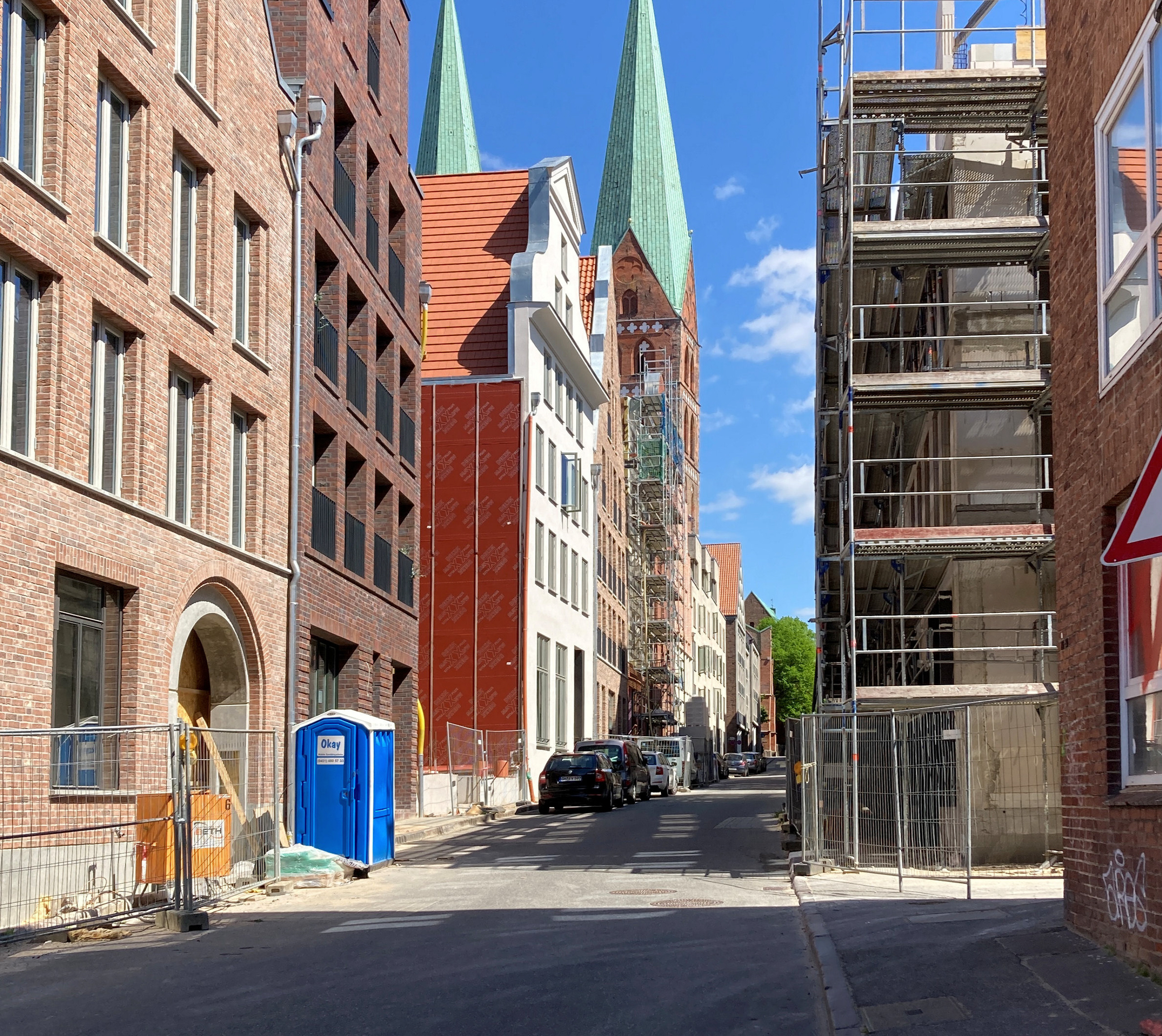
Dieselbe Ansicht im Mai 2022

Die Lage der Fischstraße, rot markiert

Das Geburtshaus Emanuel Geibels in der Fischstraße Nr. 25 zu Lübeck (1909). Im Bilde zweites Haus von rechts nach links.

Die Fischstraße ist eine Straße in der Lübecker Altstadt.

## Lage
Die etwa 210 Meter lange Fischstraße befindet sich im Marien Quartier am westlichen Rand der Altstadtinsel und verläuft in Ost-West-Richtung. Sie beginnt am Schüsselbuden gegenüber der Einmündung des Marienkirchhofs am Fuße der Marienkirche. Im weiteren Verlauf mündet zuerst von Norden her die Neue Querstraße ein, danach von Süden her die platzartig erweiterte Einhäuschen Querstraße, sodann abermals von Norden die Gerade Querstraße, bevor die Fischstraße auf die Straße An der Obertrave trifft und endet.

## Geschichte
Die Fischstraße wird erstmals 1263 als platea piscium urkundlich erwähnt. 1362 ist sie als Vischstrate verzeichnet, 1413 als Visstrate. Der heutige Name wurde 1852 amtlich festgelegt.
Bis weit ins 20. Jahrhundert wies die zum Gründerviertel, der mittelalterlichen Keimzelle Lübecks, zählende Fischstraße eine große Anzahl historischer Gebäude auf, vornehmlich Giebelhäuser der Gotik und der Renaissance. Im Haus Fischstraße 1 an der Ecke Schüsselbuden, dem zeitweiligen Wohnhaus von Thomas Fredenhagen, befand sich in einem mittelalterlichen Kellergewölbe die in der ersten Hälfte des 20. Jahrhunderts sehr bekannte Weinstube Fredenhagens Keller. Die Bebauung fiel vollständig dem Luftangriff auf Lübeck am 29. März 1942 zum Opfer. Beim Wiederaufbau in den Nachkriegsjahren wurde die Straße verbreitert, zu beiden Seiten entstanden moderne Zweckbauten, die weder von den Proportionen noch architektonisch an das ursprüngliche Straßenbild anknüpften, so dass die Fischstraße weder im Raumeindruck noch im Erscheinungsbild ihrem historischen Charakter nahekam.
Ein bedeutender Teil der Bauten aus den Nachkriegsjahren wurde bereits abgerissen. Anschließend erfolgte eine archäologische Untersuchung des Gründerviertels, nach der nunmehr eine weitgehende bauliche Neugestaltung der betroffenen Straßen vorgenommen wird.